# Abbaye de Psalmody
L'abbaye Saint-Pierre de Psalmody, également orthographiée Psalmodi ou Psalmodie, est une ancienne abbaye bénédictine, dont les ruines sont situées sur le territoire de la commune de Saint-Laurent-d'Aigouze dans le département français du Gard et la région Occitanie.
Cette abbaye fut extrêmement influente au Moyen Âge. Son histoire nous est connue par son cartulaire, reconstitué au XVIIIe siècle par Noël Loys, un homme de loi de Nîmes. Les plus anciennes de ces chartes, présentées par les moines comme remontant à la fin du VIIIe siècle, sont aujourd’hui reconnues comme des faux. L’abbaye, probablement fondée au VIIe siècle, s’est développée grâce aux dons jusqu’à jouir d’un patrimoine considérable dans tout le Sud de la France actuelle.

## Histoire

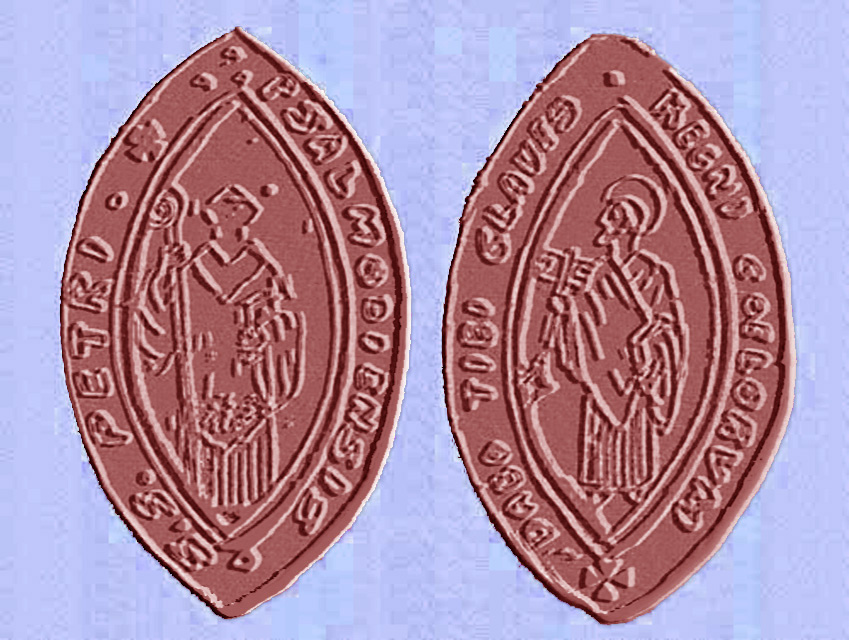
Sceau de l'abbaye de Psalmodi en 1317.

### Haut Moyen Âge
L'abbaye de Psalmody fut fondée au VIIe siècle par les moines de l'abbaye Saint-Victor de Marseille, dont le but était peut-être de profiter d’un emplacement favorable à l’installation de pêcheries sur le Rhône et de salins dans les marais du delta. Les moines la construisent sur une petite éminence qui domine les marais environnants.
L’abbaye jouit de la faveur des empereurs successifs : en 816, Louis le Débonnaire lui accorde sa protection, et en 851, Charles le Chauve lui octroie quelques privilèges. À tout cela s’ajoute l’acte de 791, par lequel Charlemagne confirme les possessions de l’abbaye ; bien que cette charte soit fausse, et fabriquée à la fin du Xe siècle ou au siècle suivant, elle est considérée comme authentique à cette époque et augmente donc le prestige de l’abbaye.
En 908, les moines fuient l’abbaye pour se protéger des raids des Sarrasins, qui ravagent l’abbaye. Dès le début du Xe siècle, des marais salants appartenant aux moines sont signalés dont la production est commercialisée par voie fluviale à partir des deux petits ports de l’abbaye, Notre-Dame-des-Ports sur l’Agual Mort et Conse-Haute.

### Moyen Âge central
En 1004, une assemblée de moines, de clercs et de chevaliers a lieu et décide la reconstruction de l’abbaye, en même temps qu’elle reçoit sa première possession outre-Rhône.
De 1052 à 1096, l’abbaye perd son autonomie et est dirigée par l’abbaye Saint-Victor,. Elle prit une importance considérable, jusqu'à dépendre directement de Rome.[réf. nécessaire] Ses moines la firent rayonner à travers toute la région, notamment grâce au commerce du sel. L'abbaye connut son apogée au XIIe siècle. En 1248, elle vend son port de Notre-Dame-des-Ports sur l’Agual Mort au roi de France, Louis IX, qui y construit Aigues-Mortes.
À partir du XVe siècle, l’abbaye décline.

### Temps modernes
En 1537, l’abbaye est sécularisée, les moines se réfugient à la collégiale Notre-Dame de la Salvat. La plus grande partie de ses biens fut attribuée aux évêchés, quelques prieurés allant à la collégiale. Abandonnée, elle tombe peu à peu en ruines, avant d’être incendiée en 1703, durant la guerre des Camisards par Catinat.
Sous la Révolution française, ses biens sont déclarés biens nationaux et vendus.
Aujourd'hui, seules quelques ruines éparses subsistent de l'édifice.